# Gaspare Bernardo Pianetti
Gaspare Bernardo Pianetti (Jesi, 7 febbraio 1780 – Roma, 30 gennaio 1862) è stato un cardinale e vescovo cattolico italiano.

## Biografia
Nacque a Jesi il 7 febbraio 1780.
Fu vescovo di Viterbo e Tuscania dal 1826 al 1861.
Papa Gregorio XVI lo elevò al rango di cardinale nel concistoro del 14 dicembre 1840.
Morì il 30 gennaio 1862 all'età di 81 anni. È sepolto nella chiesa di San Salvatore in Lauro; nel duomo di Viterbo è collocata una targa in memoria del suo vescovato.

## Genealogia episcopale e successione apostolica
La genealogia episcopale è:
- Cardinale Scipione Rebiba
- Cardinale Giulio Antonio Santori
- Cardinale Girolamo Bernerio, O.P.
- Arcivescovo Galeazzo Sanvitale
- Cardinale Ludovico Ludovisi
- Cardinale Luigi Caetani
- Cardinale Ulderico Carpegna
- Cardinale Paluzzo Paluzzi Altieri degli Albertoni
- Papa Benedetto XIII
- Papa Benedetto XIV
- Papa Clemente XIII
- Cardinale Enrico Benedetto Stuart
- Papa Leone XII
- Cardinale Gaspare Bernardo Pianetti

La successione apostolica è:
- Vescovo Francesco Spalletti (1840)
- Vescovo Raffaele Bachetoni (1850)
- Vescovo Gaspare Pitocchi (1850)